# Мамелюцький султанат
Мамелю́цький султана́т (<سلطنة المماليك, Sulṭanat Misr al-Mamālīk) — ісламська монархічна держава у Єгипті, створена професійними вояками-рабами мамелюками. Існував у 1250—1517 роках. Займав терени сучасного Єгипту, Палестини, Ізраїлю, Йорданії, Леванту, Сирії, а також частини Лівії, Туреччини, Саудівської Аравії й Судану. Виник після захоплення влади в Каїрі мамелюками, що повалили династію Айюбідів. З 1261 року контролював ісламські святині Аравії — Мекку і Медіну. 1382 року мамелюки влаштували переворот, постановивши султаном Баркука, уродженця Черкесії. Заснована Баркуком черкеська династія Бурджитів правила султанатом до кінця його існування. 1517 року знищений Османською імперією, що перетворила Єгипет на османський еялет.

## Назва
- Тюркська / Турецька держава (араб. الدولة التركية, Dawlat al-Turkiyya) — у тогочасних арабських джерелах.
- Мамелюцький султанат Єгипту (араб. سلطنة المماليك, Sulṭanat Misr al-Mamālīk)
- Єгипетський султанат — для розрізнення із мамелюцьким Делійським султанатом.
- Каїрський султанат — для розрізнення із Єгипетським султанатом 1914—1922 років.

## Історія

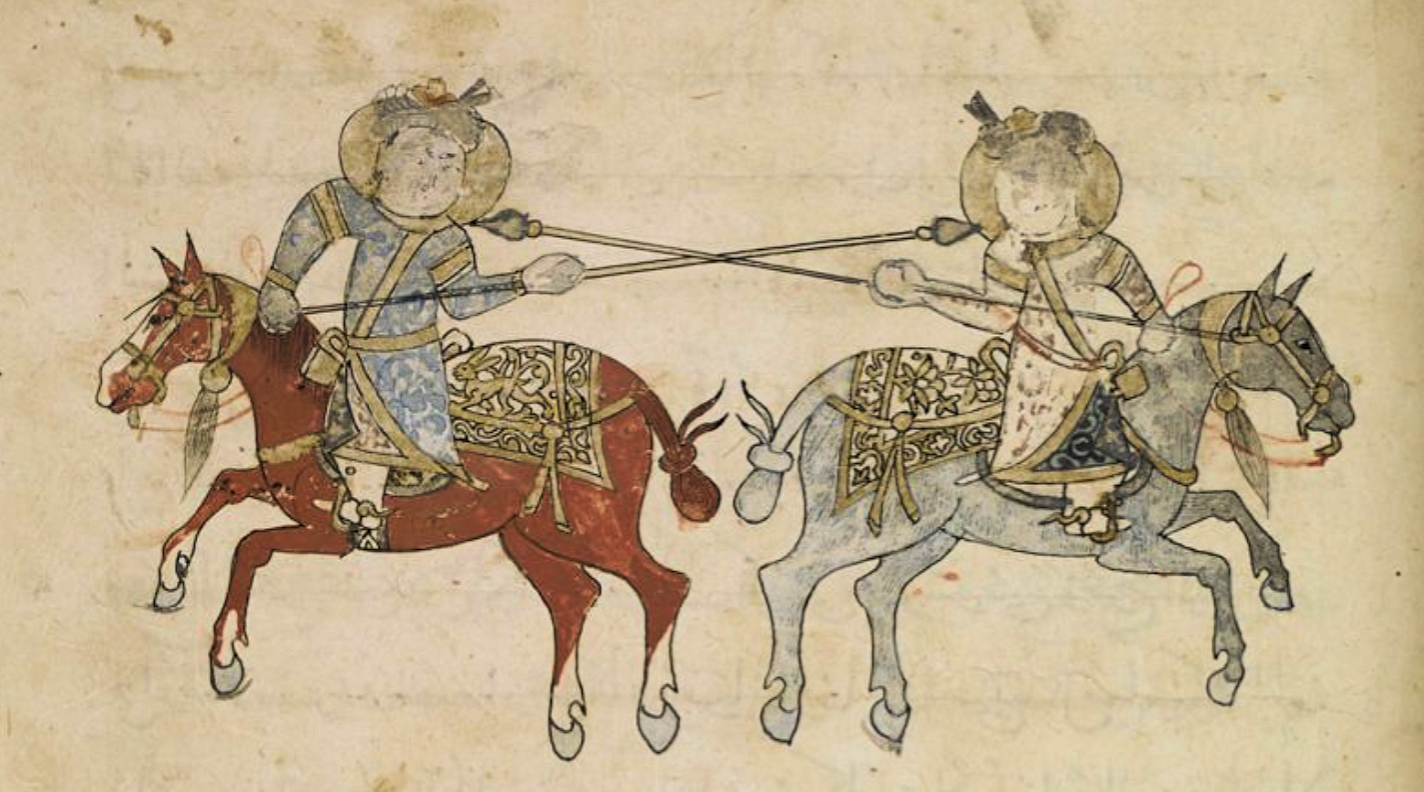
Мамелюки

Мамелюки були частиною державного або військового апарату в Сирії та Єгипті щонайменше з IX ст., стаючи правлячими династіями в Єгипті та Сирії як династії Тулунідів та Іхшидідів. Підрозділи мамлюків становили основу єгипетської армії за правління Аюбідів, починаючи з часів її засновника султана Салах ад-Діна. Кожен аюбідський султан і високопоставлений емір мав власний мамлюцький корпус. Більшість мамлюків на службі у Аюбідів були кипчаками з Дешт-і-Кипчаку, які, вступаючи на службу, приймали сунітський іслам і вивчали арабську мову. Мамлюк був дуже відданий своєму господареві, якого він часто називав «батьком», і, в свою чергу, до нього ставилися більше як до родича, ніж як до раба.
Майбутній султан ас-Саліх Аюб до 1229 року придбав близько 1000 мамлюків (деякі з них були вільнонародженими) із Сирії, Єгипту та Аравії, виконуючи обов'язки наїба (намісника) Єгипту під час відсутності свого батька — султана аль-Каміля. Цих мамлюків називали «Саліхія» на честь їхнього господаря. У 1240 році після сходження на тро ас-Саліх звільнив на волю та просував по службі велику кількість своїх початкових та новонавербованих мамлюків за умови, що вони залишаться на його службі. Щоб забезпечити своїх мамлюків, ас-Саліх захопив іктаат емірів своїх попередників. Ас-Саліх створив у Єгипті воєнізовану організацію, вірну йому. Незважаючи на тісні стосунки з мамлюками, між ас-Саліхом та саліхією існувала напруженість, і низка мамлюків саліхітів були ув'язнені або заслані протягом усього правління ас-Саліха. При цьому вважається, що Саліхійя розвинула автономію в межах держави, яка не відповідала повній вірності султанові. Опір серед Саліхійя ас-Саліху зріс, коли останній наказав убити свого брата Абу Бакра аль-Аділя II в 1249 році, завдання, яке образило багатьох мамлюків. Того ж року також виник конфлікт через каральні заходи султана проти залоги Дам'єти, що залишило місто під час хрестового походу.
Після смерті ас-Саліха мамлюки останнього вступили у конфлікт з новим султаном Туран-шахом II, який бажав надати привілейоване становище своїй мамлюкам, що складалася з курдів, які відомі були як муаззамія. Але ще до прибуття султана до гирлі Нілу, де точилися бої між хрестоносцями та мамлюками, останні здобули вирішальні перемоги у битвах біля Мансурі та Фаріскурі. 2 травня 1250 року група провідних командирів Саліхії вбила султана у Фаріскурі. Задля зміцненя свого становища мамлюки на трон поставили удову султана Шаджар ад-Дурр, а потім султаном Аль-Ашрафа Мусу. Це забезпечило визнання фактичної влади мамлюків з боку багдадського халіфа Аль-Мустасіма. Цим було закріплення існування Мамелюцького султанату.
З самого початку почалося протистояння атабега аль-аскара (головнокомандуючого) Айбека та Саліхії, що розпалася на 2 угруповування: джамдарі та бахрі. Для боротьби за владу айбак створив підрозділ власних мамелюків, відомих як Муїззія. Разом з тим почалося протистояння з Расулідами, що панували у Ємені, за Хіджаз, та Ан-Насіром Юсуфом Аюбідом, еміром Єгипту. У середині 1250-х років почалися бої між Айбеком, що повалив Аль-Ашрафа Мусу, оголосивши себе султаном, та мамлюками-бахрі. Айбеком було створено ще 2 мамлюцьких підрозділа — Насірі та Азізі.
1257 року після вбивства Айбека власною дружиною трон перейшов до його сина Мансура Алі. Але владу швидко захопив мамлюк Кутуз, який так само боровся проти кланів бахрі та муїззі й Ан-Насір Юсуфа. Але загроза з боку монголів змусила суперників об'єднатися.  У вересні 1260 року дві сторони зустрілися на рівнинах на південь від Назарету в битві при Айн-Джалуті, де мамлюки здобули переконливу перемогу. Після цього мамлюки відвоювали Дамаск та інші сирійські міста, захоплені перед тим монголами. Після тріумфального повернення Кутуза до Каїра 1260 року його було вбито в результаті змови мамлюків-бахрі на чолі із Бейбарсом. Саме з цього часу починається фактичне панування династії, відомої як Бахріти.
Бейбарс встановив в державі гегемонії мамлюків-бахрі. Було створено нове потужне військо у 40 тис. вершників, а також султанську гвардію у 4 тис. мамлюків-захірії. Військові та адміністративні реформи Бейбарса закріпили могутність мамлюцької держави. Після цього почалися військові походи з метою розширення султанату. 1265 року було захоплено Арсуф та завдано поразки Мукуррі, що визнала зверхність Єгипту, 1266 року — Халбу, Арку, Сафед, Рамлу, сплюндрував Кілікійське королівство, 1268 року — Яффу і Антіохію. Втім 1268 року Мукурра відновила незалежність. Поновилися бої за Хіджах з Расулідами, володарями Ємену. 1271 року було захоплено замок Крак де Шевальє, після чого посалася військова компанія проти сирійських ісмаїлітів у гірському хребті Ансарія, здолавши їх до 1273 року. З 1273 року поновилися війни з Державою Хулагуїдів. 1276 року вдалося підпорядкувати Мукурру та Аль-Абваб.

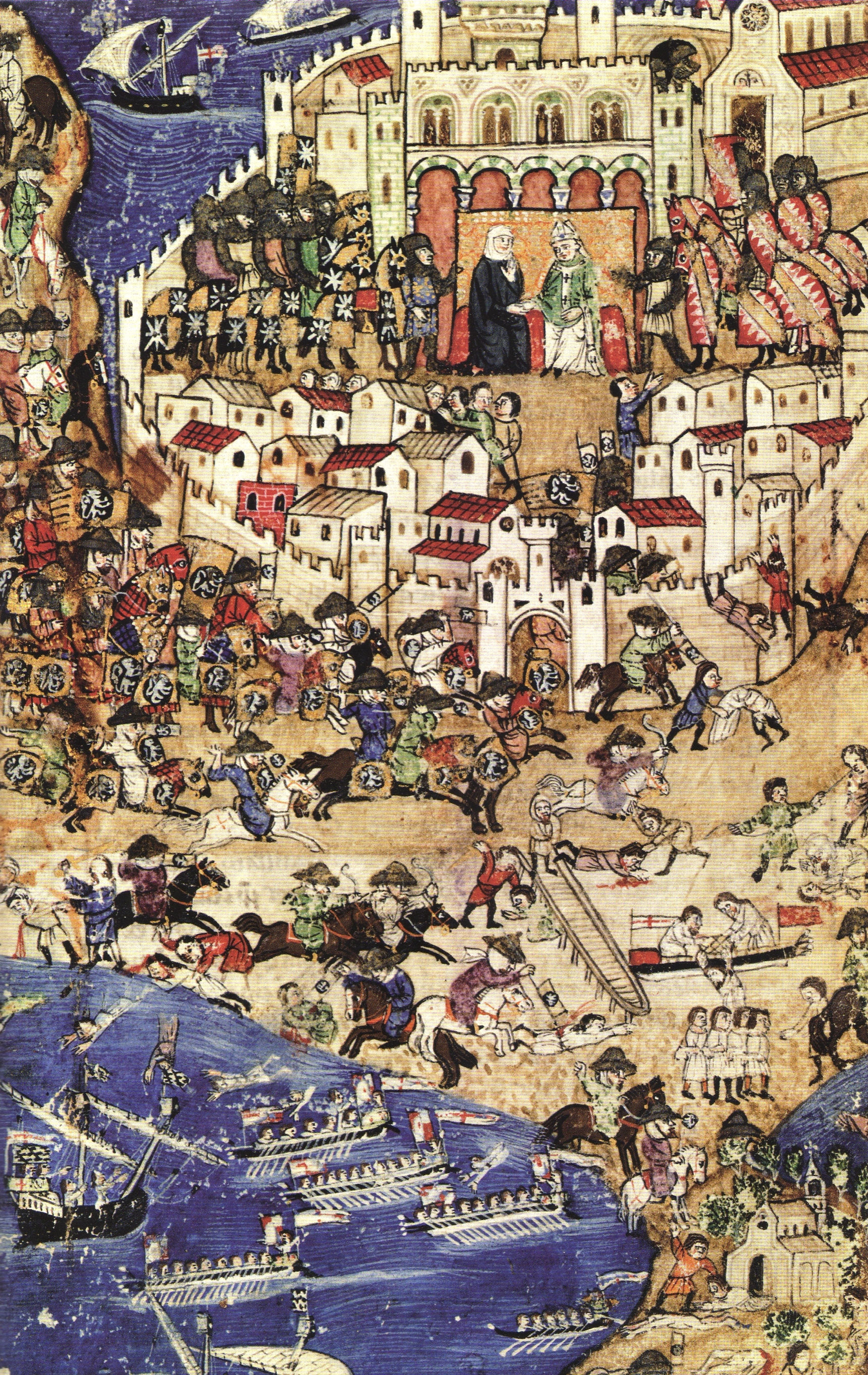
Облога Триполі 1289 року

Після смерті Бейбарса у 1277 році владу спадкувало декілька його синів, але фактичну владу набув Калаун, що 1280 року офіційно став султаном. 1281 року почалася нова війна з Державою Хулагуїдів, війську яких мамлюків у битві при Хомсі було завдано поразки. Калаун знищив усіх опозиційних емірів. Розпочалася активна будівельна діяльність. 1287 року було захоплено Лаодікею. Того ж року повстала Мукурра. 1288 року відпав Хіджаз. 1289 року Калаун захопив Триполі. Калаун зміцнив свою владу, яку успадкував його син Халіль аль-Ашраф.

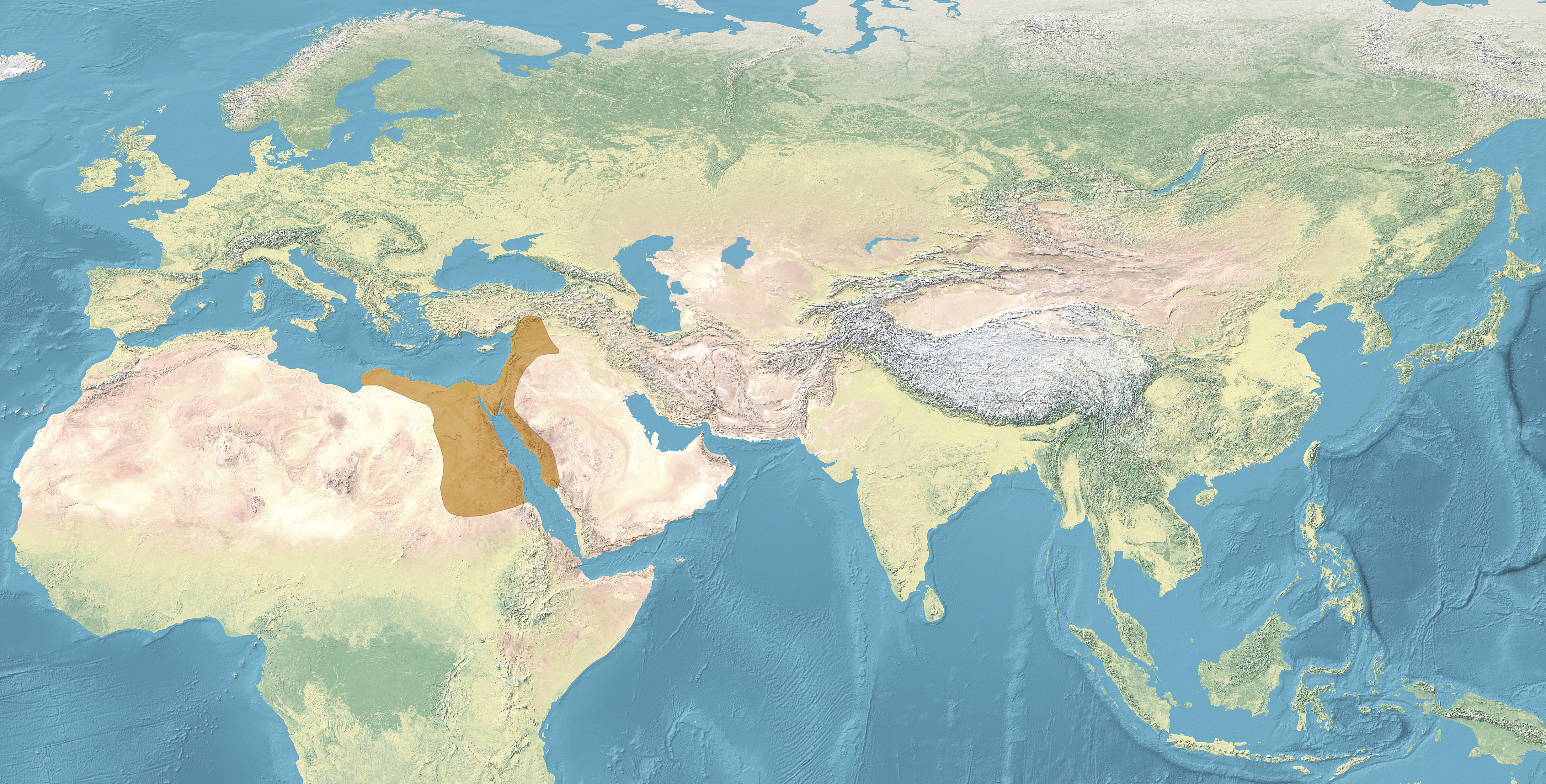
Мамелюцький султанат у 1320 році

1291 року було захоплено Акру, чим покладено край існуванню Єрусалимського королівства. Після смерті 1293 року Халіля почалася боротьба за владу, що послабила султанат. Лише 1310 року Мухаммаду I вдалося стабілізувати ситуацію. У 1312—1316 роках велася запекла війна з Хулагуїдами. Близько 1333 року остаточно підкорив Мукурру. За час його панування було споруджено 89 джум, 73 шкіл, 33 месджиди, 25 завій, 22 ханаки, 22 рибата та 5 бімарістана (лікарні).
Більшість його наступників, за винятком Аль-Хасана ан-Насіра (1347–1351, 1354–1361) та Шабана II (1363–1367), були султанами лише номінально, а фактичну владу мали покровителі провідних мамлюцьких угруповань. У 1347–1348 роках до Єгипту прибула бубонна чума, а за нею послідували інші епідемії, що спричинило масову смертність у країні, що, своєю чергою, призвело до значних соціальних та економічних змін у регіоні. 1365 року спроба захопити Кілікійське царство виявилася невдалою. Це призвело до нової політичної кризи, яка погіршилося економічною кризою.
1282 року владу захопив Баркук, але вимушен був боротися з мамлюками-бархі до 12980 року. З цього часу починається династія, що відома як Бурджитів. Баркур провів новий адміністративний поділ, щоб краще контролювати єгипетську сільську місцевість від зростаючої сили бедуїнських племен. 1387 року султанат почав втручатися у справи Малої Азії. 1393 року почалися сутички з чагатайським аміром Тимуром, що змусило Баркука 1394 року відступити від загарбань в Малій Азії та Кілікії.
У 1399 року держава стикнулася з вторгнення Тимура, що захопив практично усю Сирію. Поразки мамлюків спричинило кризу в султанаті, внаслідок чого 1401 року відпав Верхій Єгипет. 1402 року Тимур залишив Сирію. Але 1403 року прийшла епідемія чуми, а 1405 року відбулося потужне повстання бедуїнів. 1406 року повстали мамлюки Сирії проти султана Фараджа. Зпештою останнього 1412 року було повалено. Мамлюки поставити на трон халіфа аль-Мустаїна. Але невдовжі владу захопив мамлюк-бурджі Шайх аль-Муаяд, який відновив фінансове управління держави для поповнення скарбниці, організовуючи компанії зі збору податків, подібні до набігів по всій державі, щоб компенсувати податкову заборгованість за часів правління попередника. Але спроба посалбити владу черкеських мамлюків не вдалася.
1422 року владу захопив Барсбей, за якого султанат досяг свого найбільшого територіального поширення та був військово домінуючим у всьому регіоні. Також розпочав кампанії проти Кіпру в 1425–1426 роках, внаслідок чого король Янус став васалом мамлюків. У 1429 і 1433 роках воював проти Ак-Коюнлу. Хоча мамлюкам вдалося змусити анатолійських бейліків значною мірою підкоритися їхньому сюзеренітету, влада мамлюків у Верхньому Єгипті здебільшого перебувала в руках емірів племені хаввара. Останнє розбагатіло завдяки своїй бурхливій торгівлі з Центральною Африкою та досягло певної місцевої популярності завдяки своїй побожності, освіті та загалом доброзичливому ставленню до мешканців. Проводив економічну політику встановлення державних монополій на прибуткову торгівлю з Європою, особливо щодо спецій. Він доклав зусиль для кращого захисту караванних шляхів до Хіджазу від набігів бедуїнів та єгипетського середземноморського узбережжя від каталонського та генуезького піратства. Барсбей почав першим карбувати золоті монети. 1430 і 1438 роках Єгипет страждан від епідемій чуми.
Після смерті Барсбея 1438 року почалася нова боротьба за владу, доки владу не захопив Джакмак. У 1440 і 1444 роках султан спробував захопив Родос у госпітальєрів, проте невдало. Після смерті Джакмака 1453 року відбулася чергова боротьба за владу, внаслідок чого владу захопив Інал. 1455 року вдалося з великими складнощами придушити заколот мамлюків. 1457 року встановлено зверхність над Караманідським бейліком. 1458 року надав військо претенденту Жаку, який 1460 року захопив Кіпрське королівство.
Правління Хушкадама ознаменувалося подальшими політичними труднощами як за кордоном, так і всередині країни. Султан був змушений направити свої війська проти племені лабідів у регіоні дельти Нілу та проти хаввар у Верхньому Єгипті, але з незначним успіхом.
Султану Кайтбею. Йому вдалося в цілому консолідувати суспільство, стабілізувати мамлюцьку державу та її економіку. 1472 року придушив спроби Караманідів скинути владу султанату. За цим почалася війна проти султана Узун-Хасана, що була невдалою. У 1485—1491 роках Кайтбей успішно воював проти Османської імперії. Щонайменше 230 пам'яток, що збереглися або згадуються в сучасних джерелах, пов'язані з його правлінням. Так, він був покровителем будівель і архітектурних комплексів, насамперед медрече і мечетей у Мецці, Медіні, Єрусалимі, Дамаску, Алеппо, Александрії, Газі, та цілого кварталу в Каїрі. 1492 року чума в Єгипті вбила 200 тис. осіб.

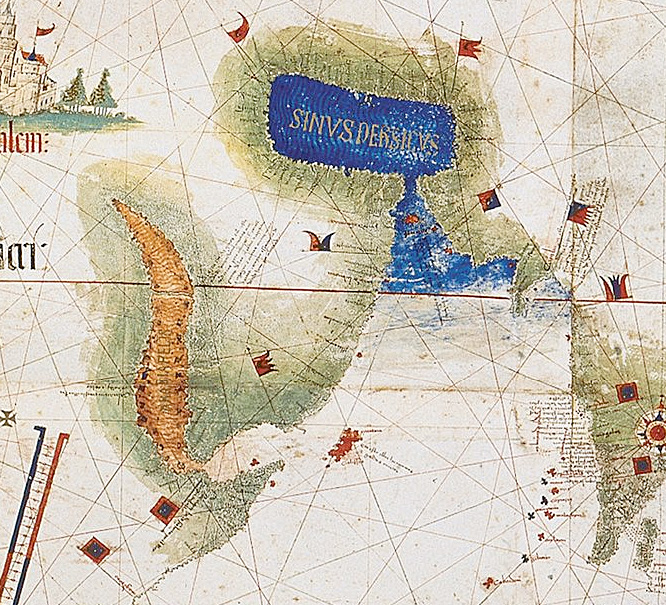
Район португальсько-мамелюцької морської війни (південно-західна частина Індійського океану) з планісфери Кантіно 1502 року. Острів Сокотра позначено червоним, Червоне море - рудим, а Перську затоку синім кольором

Після смерті Кайтбея 1496 року почалася нова боротьба за владу, доки 1501 року трон не перебрав Кансух аль-Гаурі. Він вдався до жорсткого та далекосяжного оподаткування й вимагання для поповнення скарбниці, що викликало протести, які іноді були насильницькими. Кансух використовував зібрані кошти для ремонту фортець по всьому регіону, для замовлення власних будівельних проектів у Каїрі та для придбання великої кількості нових мамлюків для поповнення своїх військових лав. Намагався провести реформи мамлюцької армії. Він визнав вплив технології виробництва пороху, яку використовували османи та європейці, але якої мамлюки уникали. У 1507 році він заснував ливарний завод для виробництва гармат і створив новий полк, навчений їх використовувати, відомий як «П'ятий корпус» (аль-Табака аль-Хаміса). Ряди останнього поповнювалися новобранцями з-поза традиційної мамлюцької системи, включаючи туркменів, персів, авлад ан-нас (нащадків мамлюків) та ремісників. 1512 року відновив торговельні відносини з Венеційською республікою. Останній допомагали мамлюкам на завершальному етапі війни з Португалією, що точилася з 1505 року в Аравійському морі. В ній мамлюки Кансух зазнав тяжкої поразки.

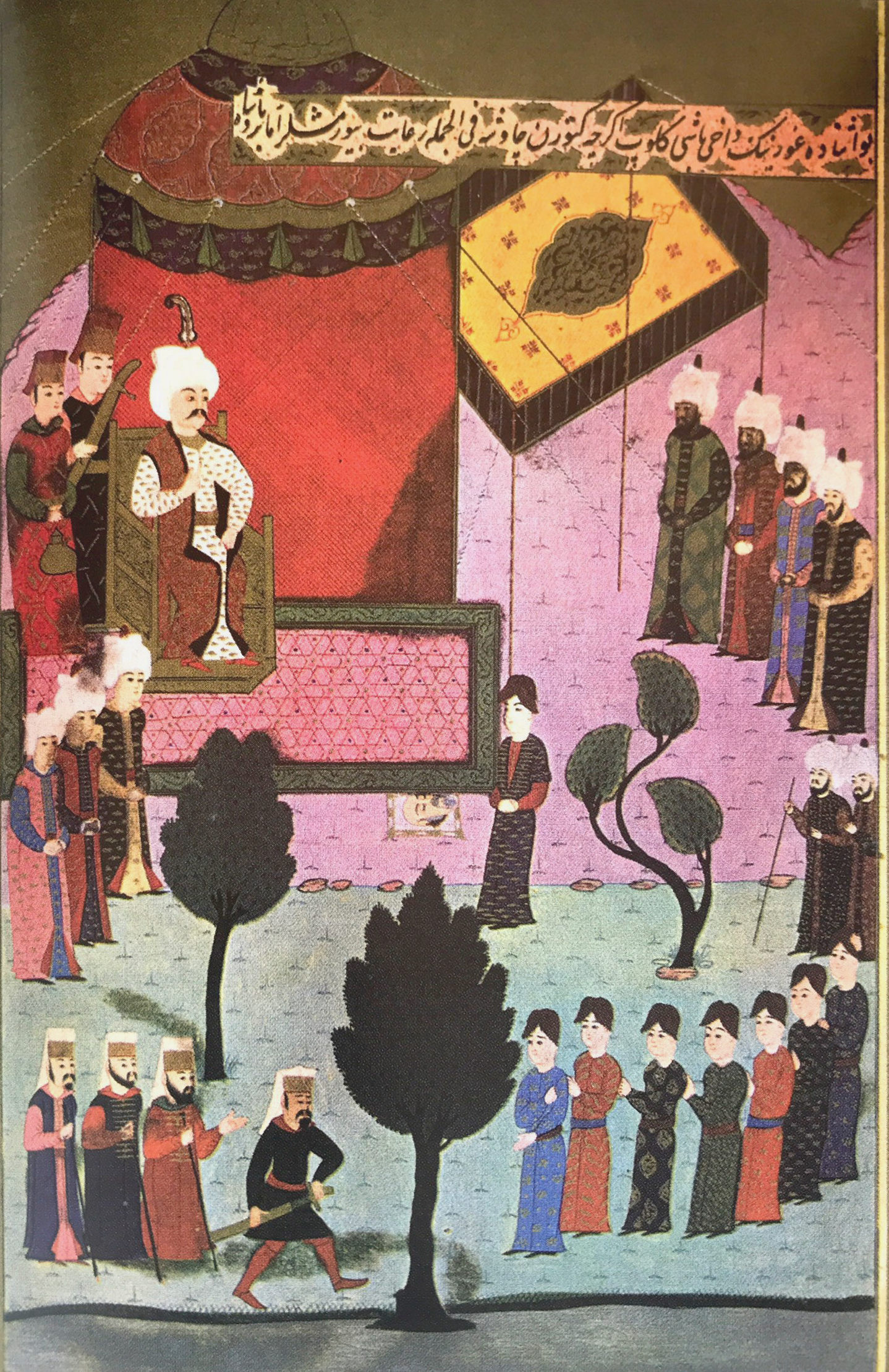
Мініатюра, що зображує передачу голови мамлюцького султана Кансуха аль-Гурі османському султанові Селіму I

1516 року почалася війна з Османською імперією, яка завершилася поразкою 1517 року, коли було повалено останнього султана Туман-бея II.

## Устрій

### Султан
Султанат був унітарною державою з сильною владою султана. Мамелюки суттєво не змінили адміністративну, правову та економічну системи, які вони успадкували від держави Айюбідів. Каїр залишався столицею, її соціальним, економічним та адміністративним центром, а Цитадель Каїра служила резиденцією султана.
Обрання нового султана включало обрання радою емірів та мамлюків (які складали присягу на вірність), прийняття султаном титулу аль-малік, проведенням державною процесію через Каїр на чолі з султаном та читання імені султана в хутбі (п'ятничній молитовній проповіді). Процес не був формалізований, і виборчий орган ніколи не визначався, але зазвичай складався з емірів та мамлюків будь-якої мамлюцької фракції, яка мала владу; узурпації трону конкуруючими фракціями були відносно поширеними. Після цього з часів Бейбарса це рішення мав затвердити аббасидський халіф. Також перебування халіфа у Каїрі підіймав авторитет й статус Мамелюцького султанату серед інших сунітських держав
Незважаючи на виборчий характер сходження на трон, династична спадкоємність часом була реальністю, особливо в період Бахрі, коли сини Бейбарса, Барака та Соламіш, змінили його, перш ніж Калаун узурпував трон, а потім його змінили чотири покоління прямих нащадків з періодичними перервами. Спадкове правління було набагато рідшим за режиму Бурджі. Тим не менш, за рідкісним винятком, султани Бурджі були пов'язані із засновником режиму Баркуком через кров або мамлюківську приналежність. Вступ кровних родичів до султанату часто був результатом рішення або нерішучості провідних мамлюцьких емірів або волі попереднього султана.
Серед обов'язків султана було видання та забезпечення виконання конкретних правових наказів і загальних правил, прийняття рішень про початок війни, стягнення податків для військових кампаній, забезпечення пропорційного розподілу продовольства по всій імперії та, в деяких випадках, нагляд за розслідуванням та покаранням ймовірних злочинців. Султан або призначені ним особи керували караванами хаджу з Каїра та Дамаска до Мекки в якості аміра аль-хаджу (командувача каравану хаджу). Починаючи з Калауна, султани монополізували постачання кісви, яка щорічно накидалася на Каабу, а також опікувалися єрусалимською Банею Скелі. Ще однією прерогативою, принаймні ранніх бахрійських султанів, було імпортувати якомога більше мамлюків, бажано з територій монголів. Також султани часто вдавалися до вербування вафідій (ільханідських дезертирів або військовополонених).

#### Бахрітська династія
- Шаджар ад-Дурр (1250)
- аль-Муїзз Ізз ад-Дін Айбек (1250—1257)
- аль-Мансур Нур ад-Дін Алі (1257—1259)
- аль-Музаффар Сайф ад-Дін Кутуз (1259—1260)
- аз-Захір Рукн ад-Дін Бейбарс I аль-Бундукдарі (1260—1277)
- ас-Саїд Насір ад-Дін Барака-хан (1277—1280)
- аль-Аділь Бадр ад-Дін Саламиш (1280)
- аль-Мансур Сайф ад-Дін Калаун аль-Алфі (1280—1290)
- аль-Ашраф Салах ад-Дін Халіль (1290—1294)
- ан-Насір Насір ад-Дін Мухаммад (1294—1295, 1299—1309, 1309—1340)
- аль-Аділь Зайн ад-Дін Кітбуга (1295—1297)
- аль-Мансур Хусам ад-Дін Ладжін (1297—1299)
- аль-Музаффар Рукн ад-Дін Бейбарс II аль-Джашанкір (1309)
- аль-Мансур Сайф ад-Дін Абу Бакр (1340—1341)
- аль-Ашраф Ала ад-Дін Куджук (1341—1342)
- ан-Насір Шихаб ад-Дін Ахмад (1342)
- ас-Саліх Імад ад-Дін Ісмаїл (1342—1345)
- аль-Каміль Сайф ад-Дін Шабан I (1345—1346)
- аль-Музаффар Сайф ад-Дін Хаджжі I (1346—1347)
- ан-Насір Насір ад-Дін аль-Хасан (1347—1351, 1354—1361)
- ас-Саліх Салах ад-Дін Саліх (1351—1354)
- аль-Мансур Салах ад-Дін Мухаммед (1361—1363)
- аль-Ашраф Насір ад-Дін Шабан II (1363—1376)
- аль-Мансур Ала ад-Дін Алі (1376—1382)
- ас-Саліх Салах ад-Дін Хаджжі II (1382, 1389—1390)

### Управління
Мамлюцький султан був верховною державною владою, делегуючи владу наїбам (губернаторам) провінцій. Султан також міг призначати головного наїба регіона — наїб ас-салтана, якому підпорядковувалися місцеві наїби. За значення вони йшли наступним чином — наїби Дамаска, Алеппо, аль-Карака, Софету, Триполі, Хомса та Хами.  Існували посади наїб ас-салтана Єгипту, Сирії, Хіджазу. Наїб ас-салтана Єгипту був головним й фактично заступником султана, тому його часто дослідники називають віцесултаном. Зазвичай на посаду наїб ас-салтана Хіджазу призначався мекканський шаріф.
Мамелюки зберегли аюбідську систему диванів. З них найбільшу вагу мали диван емірів, диван джунда, диван хараджа, диван ал-хасс (султанських доменів). 1395 року для забезпечення султанських мамлюків було створено фонд, яким став управляти диван аль-муфрад.
Посади устадара або устад ад-дар (мажордома), хаджиба (камергера), аміра джандара (командувача арсеналу) та хазіндара (скарбника), що існували за часів Аюбідів, були збережені, але Бейбарс додав посади ад-давадара (секретаря або радника), аміра ахура (командувача королівських стаєнь), рууса аль-наваба (начальника корпусу мамлюків) та аміра меджліса (командувача аудієнції). Ці додаткові посади були здебільшого церемоніальними та тісно пов'язані з військовою ієрархією.
Наприкінці бахрісткього періоду впроваджується посада амір-кабір (великий кабір), що стала третьою посадою в державі. Він формував війська, рухав їх проти арабів та інших ворогів, призначав очільнкиів фортець і наїбів міст. Він мав право витрачати скарби на все, що йому здавалося необхідним.
Устадар був головою апарату султана, відповідальним за організацію щоденної діяльності султанського двору, управління особистим бюджетом султана та нагляд за всіма будівлями Цитаделі Каїра та її персоналом. Устадара часто називали устадаром аль-алією (великим мажордомом), щоб відрізнити його від підлеглих устадарів сагірів (менших мажордомів), які контролювали певні аспекти двору та цитаделі, такі як скарбниця султана, приватна власність та кухні цитаделі. Еміри мали своїх власних устадарів. Устадар аль-алія став впливовою посадою наприкінці XIV ст., особливо за часів султанів Баркука та Фараджа, які передали обов'язки спеціального бюро для своїх мамлюків устадару, перетворивши останнього на головного фінансового чиновника держави
Амір ахуру ставилося в обов'язки постачати двору коней, верблюдів, спорядження для них та фураж. Він розподіляв їх серед сімей придворних відповідно до гідності та чинів кожного.
Митницею опікувався надир хасс, а катіб ас-сир — був секретарем, що диктував листи та послання й відповідав від імені султана, а також вів спеціальний рахунок земельного податку з оброблюваної землі у  Єгипті.

### Адміністративний поділ
Основною адміністративною одиницею стала провінція, яка в Єгипті та Сирії називалася по різному. Кількість  єгипетських провінцій (амала) нараховувало 15 (у Нижньому Єгипті – Каліубійя, Шаркійя, Ушум Танах із Дакахлією, Гарбія, Мануфія, Бухайра; у Верхньому Єгипті – Кус, Ахмім, Ас'ют, Манфалут,
Ашмунайн, Бахнесавія, Фаюм, Атфіх, Гіза). На початку бурджитського періоду 1393 року султан Баркук запровадив 3 ніябати (на кшталт віцекоролівств): Александрія, Даманхур ат Ас'ют. Цим було фактично обмежено статус віцесултана. Каїр мав окремий статус, військовими справами опікувався султан безпосередньо, цивільними та поліцейськими — валі, якого призначав султан.
Сирійських провінцій (мамлака) було 6: Дамаск, Халеб, Хама, Тріполі, Сафед та Карак. На їх чолі стояли наїби. Цей поділ залишався майже незмінними протягом бахрітського та бурджитського періоду. 1376 року статус ніяби отримав Єрусалим, але його очільника призначав наїб Дамаску, що водночас був наїб ас-салатана Сирії. З 1398 року наїба Єрусалиму став безпосередньо призначати султан.
Барка (Кіренаїка) і Хіджаз керувалися фактично бедуїнськими і арабськими племенами відповідно, сплачуючи лише визначену данину до державної скарбниці.
Амала та мамалака поділявся на міські округи (вілаї), на чолі якої стояв джунди. Останній командував залогою мамлюків, стежив за дотриманням законів султана, контролював адміністрацію міста, відповідав за збір податків, внутрішню безпеку міста, побутову інфраструктуру.

## Суспільство
Правляча військова еліта султанату складалася виключно з тих, хто мав мамлюцьке походження, за рідкісними винятками. Етнічна приналежність була основним фактором, що відділяв переважно тюркську або потюрковану мамлюцьку еліту від їхніх арабомовних підданих. Етнічне походження було ключовим компонентом ідентичності окремого мамлюка, і етнічна ідентичність проявлялася через імена, одяг, доступ до адміністративних посад і позначалася нісбою султана. Сини мамлюків, відомі як авлад ан-нас, зазвичай не обіймали посад у військовій еліті, а натомість часто були частиною цивільної адміністрації або мусульманського духовенства. Серед бахрійських султанів та емірів існувала певна гордість за своє кипчацьке коріння, тому некипчацькі султани Кітбуга, Бейбарс II та Ладжін, часто позбавлялися легітимності в джерелах бахрійської епохи через своє походження. Мамелюцька еліта періоду Бурджитів також, напевно, пишалася своїм черкеським походженням.
За часів султана Мухаммада I ан-Насіра племена бедуїнів, особливо сирійські, такі як Аль-Фадл, були міцніше прив'язані до державного управління. Бедуїни стали також отримували ікта, чого фактично не було до того. Тим самим бедуїни майже зрівнялися за соціальним статусом з мамелюками. також султан впровадив посаду амір аль-араба (очільника арабів), що керував усіма бедуїнами у Сирії та Палестині. У Єгипті бедуїни також поступово набули значної ваги, особливо у Верхньому Єгипті, де з середини XIV ст. бедуїни племен арак й бану-гілал фактично стали господарями регіону до 1353 року.

## Право
Бахрійські султани віддавали перевагу шафійському мазгабу, водночас додатково пропагуючи інші основні сунітські мазгаби. Бейбарс поклав край аюбідській та ранній мамлюцькій традиції вибору шафійського вченого на посаду каді аль-куда (головного судді) і натомість призначив каді аль-куда з кожного з чотирьох мазгабів. Ця політика частково була мотивована необхідністю враховувати дедалі різноманітніше мусульманське населення, компоненти якого іммігрували до Єгипту з регіонів, де переважали інші мазхаби. Поширення посади каді аль-куди дозволило мамлюцьким султанам опікуватися кожним мазгабом і отримувати над ними більший вплив. Тим не менш, шафійські вчені зберегли низку привілеїв над своїми колегами.

## Економіка
Мамлюки запровадили більшу централізацію економіки, організувавши державну бюрократію в Каїрі (Дамаск та Алеппо вже мали організовані бюрократії), а також військову ієрархію та пов'язану з нею систему ікта, що стала швидко центральною. Мамлюки фактично поклали цьому край спробав власників ікта зробити їх спадковими, за винятком деяких районів, головним чином у Гірському Лівані, де друзи зберегли свої привілеї. В епоху мамлюків ікта була основним джерелом доходу еміра,а починаючи з 1337 року власники ікта іноді здавали в оренду або продавали права на свій іктаат немамлюкам, щоб отримувати більше прибутку. До 1343 року ця практика стала поширеною, а до 1347 року продаж іктаату став оподатковуватися. Ікта була стабільнішим джерелом доходу, ніж інші методи, які використовували мамлюки, такі як підвищення податків, продаж адміністративних посад та вимагання від населення.
Земля оцінювалася за допомогою періодичного равку (кадастрового обстеження), який включав обстеження земельних ділянок (вимірюваних одиницями феддан), оцінку якості землі та щорічних розрахункових податкових надходжень від ділянок, а також класифікацію правового статусу ділянки як вакфу (ендавменту) або ікта. 1298 року перший равк було проведено султаном Ладжіном. Другий і останній равк — у 1315 році за Мухаммада I ан-Насіра.
Поступово система ікта розширювалася, і все більші площі хараджа (оподатковуваних земель) привласнювалися як землі ікта для задоволення фінансових потреб військових, а саме для оплати праці емірів та їхніх підлеглих. Держава вирішила збільшити земельні наділи, розпорошивши іктаат еміра по кількох провінціях і на короткі терміни. Це призвело до того, що власники іктаату нехтували адміністративним наглядом, обслуговуванням та інфраструктурою свого іктаату та зосереджувалися виключно на зборі податків, що призводило до зниження продуктивності.
Мамлюки створили адміністративний орган під назвою хісба для нагляду за ринком, яким керував мухтасіб (генеральний інспектор). Чотири мухтасіби знаходилися в Каїрі, Александрії, Аль-Фустаті та Нижньому Єгипті. Мухтасіб у Каїрі був найважливішим, а його посада була схожа на посаду міністра фінансів. Мухтасіб перевіряв ваги та міри, а також якість товарів, підтримував легальну торгівлю та виявляв завищення цін. Цю посаду обіймав каді або мусульманський вчений, але в XV ст. еміри мамлюків почали призначатися мухтасібами, щоб компенсувати їм витрати під час нестачі готівки або в результаті поступового переходу ролі мухтасіба від юридичної сфери до правоохоронної.
Сільське господарство було однією з ключових галузів. Крім того, основні галузі виробництва цукру та текстилю залежали від сільськогосподарських культур (цукрової тростини та бавовни). Кожен сільськогосподарський товар оподатковувався державою, причому найбільшу частку доходів отримувала скарбниця султана; за нею йшли еміри та великі торгівці. У Єгипті централізація сільськогосподарського виробництва мамлюками була більш ретельною, ніж у Сирії та Палестині. Усе сільське господарство в Єгипті залежало від одного джерела зрошення – Нілу, а заходи та права на зрошення визначалися розливами річки, тоді як у Сирії та Палестині існувало кілька джерел переважно дощового зрошення, а заходи та права визначалися на місцевому рівні. Роль держави в сиро-палестинському сільському господарстві обмежувалася фінансовим управлінням, іригаційними мережами та іншою сільською інфраструктурою.
Зберегалися традиції вирощування великої та дрібної худоби, верблюдів. Племена бедуїнів Сирії, Барки, Іраку й Бахрейні були основним постачальником арабських коней для кавалерії мамлюків.

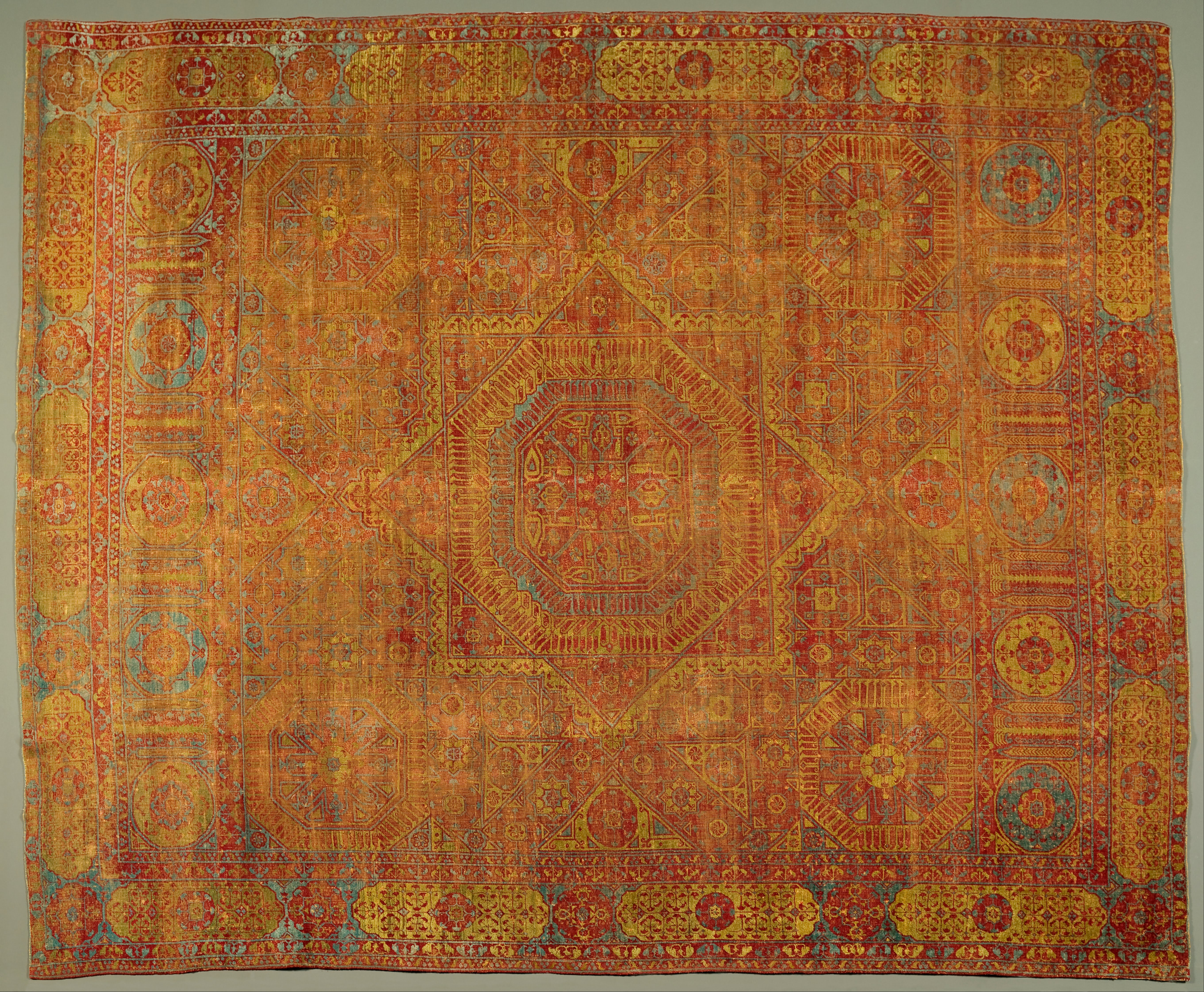
Мамелюцький килим

Мамлюкський Єгипет був великим виробником текстилю, шовкових виробів, цукру, скла, мила та паперу. Каїр був центром ковалів, склярів, башмачників, голкарів, парфумерів, шкіряників, горщиків, решетарів, суконників, шапочників, зброярів. Бронзові та латунні вироби у формі глечиків, тазиків чи свічників широко використовувалися в різних контекстах. Важливим містом з виробництва скла був Дамаск. Скляні вироби мамлюків вплинули на венеціанську скляну промисловість. Емальований скляний посуд був помітною галуззю промисловості протягом першої половини періоду мамлюків, але значно занепав у XV ст. Більшість збережених зразків килимів датуються кінцем періоду мамлюків. Керамічне виробництво загалом було відносно менш важливим, частково тому, що китайський порцеляновий посуд був широко доступним. Часті спалахи чуми призвели до спаду виробництва.
Султанат відігравав провідну роль у транзитній торгівлі з державами Індостану, Аравією, Нубією, Державою Хулагуїдів та європейськими країнами. На початку свого правління мамлюки розширили роль султанату у зовнішній торгівлі: Бейбарс підписав торговельний договір з Генуєю, а Калаун – аналогічну угоду з Дамбаденією. Сільськогосподарська продукція була основним експортом. Барсбей впровадив монополію на торгівлю спеціями. На початку XVI ст. португальська експансія в Африку та Азію значно зменшила доходи мамлюківсько-венеціанської монополії на транссередземноморську торгівлю.
Середземноморська торгівля була зосереджена переважно на спеціях, таких як перець, мускатні горіхи та квіти, гвоздика та кориця, а також на лікарських препаратах та індиго. Ці товари походили з Персії, Індії та Південно-Східної Азії та потрапляли до Європи через мамлюцькі порти Сирії та Єгипту. Ці порти часто відвідували європейські купці, які, у свою чергу, продавали золоті та срібні дукати та злитки, шовк, вовняні та лляні тканини, хутро, віск, мед та сири. Торгівлю зі Сходом контролювали купці з торговельної корпорації карімітів, що розташовувалися в Александрії.
Внутрішня торгівля та частково транзитна торгівля була зосереджена на міських ринках (сук). Найбільша кількість ринків було в Каїра та Фустаті — 54 і 22 ринки відповідно. Багато ринків були частиною ікта, якими наділялися мамлюцькі еміри.
До XV ст. внутрішні потрясіння, спричинені боротьбою мамлюків за владу, зменшенням доходів ікта від епідемій та захопленням покинутих сільськогосподарських угідь бедуїнськими племенами, призвели до фінансової кризи в султанаті. Мамлюки застосували тристоронній підхід: оподаткування міського середнього класу, збільшення виробництва та продажу бавовни й цукру до Європи, а також отримання прибутку від свого транзитного положення в торгівлі між Європою та Сходом. У цей час давня торгівля між Європою та ісламським світом почала складати значну частину державних доходів, оскільки мамлюки оподатковували купців, які діяли або проходили через порти імперії.

### Монети

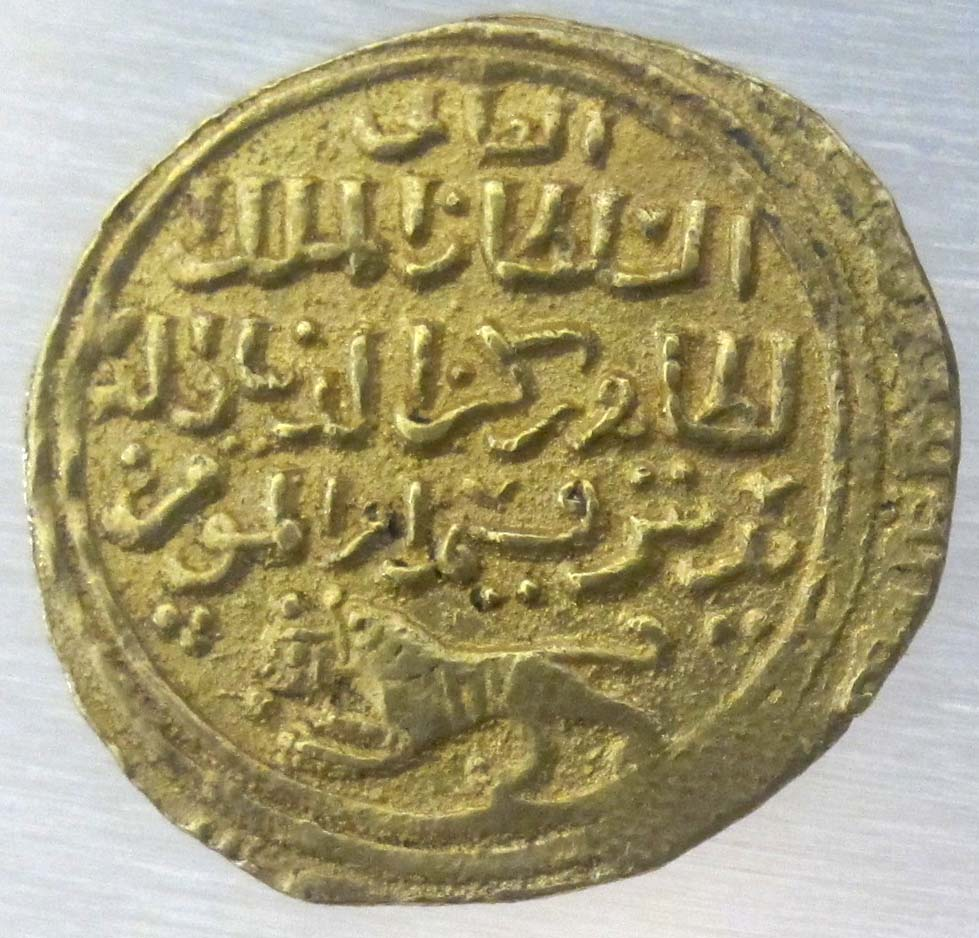
Динар Бейбарса

Мамелюки використовували ту саму валютну систему, що й Айюбіди, що складалася із золотих динарів, срібних дирхемів та мідних фулу. Грошова система в період мамлюків була дуже нестабільною через часті грошові зміни, що впроваджувалися султанами. Збільшення обігу мідних монет та збільшення використання міді в дирхемах часто призводили до інфляції.

## Збройні сили

### Військо
Називалося Аль-Асакір аль-Масрія, Аль-Аскар аль-Масрі, Аль-Джунд аль-Масрі або Аль-Асакір аль-Мансура. Складалося з 9 категорій: султанських мамлюків (особисту гвардію правителя), мамлюки емірів, аджнад аль-халька (основні військові сили), регулярні підрозділи (Аль-Гоза, Аль-Газ або Аз-Зуер), ополчення (аль-радіф), технічні війська (аль-аджнад аль-батаалин), найманці з єгиптян (аль-харафіш), вафідія (перебіжчики), фірсан аль-арабан (арабські лицарі), добровольці (аль-мутава). Бейбарс розпочав двотижневі перевірки військ, щоб перевірити виконання султанських наказів, на додаток до періодичних перевірок, під час яких він роздавав військам нову зброю.
Султанські мамлюки становили  близько 1 тис. вояків й складалися з загонів хаскі або аль-хаскія (основні сили), ат-табак (командири), аль-джулбан (старші командири). Вони перебували виключно в Каїрі. Джулбан — мамлюки, які купляв правлячий султан. Прагнення султанів зміцнити позиції власного роду призводило до того, що джулбана давалося все більше і більше привілеїв. Користуючись майже повною безкарністю, джулбан тероризували мешканців Каїру, чиновників мамлюцької адміністрації, більше того, нападали на емірів. На середину XV в. підрозділ джулбан став проявляти себе як дестабілізуюча сила, що негативно впливала на авторитет султана і стан мамлюцької армії, що втрачала єдність.
Мамлюки емірів поділяли на групи відповідно до кожного з емірів, що на той час діяв в султанаті. Зазвичай вони таборували за межами Каїра, а кількість солдатів емірів була обмежена. У міру підвищення емірів кількість солдатів у їхніх корпусах збільшувалася (10, 40, 100, 1000 мамлюків), і коли еміри-суперники оскаржували владу один одного, вони часто використовували свої сили, що призводило до серйозних порушень цивільного життя. Мамлюкі померших або загинувших емір називалися сайфія.
Аджнад аль-халька складалася єгиптян і авлад ан-нас (дітей мамлюків). Нею особисто керував султан. Вони були армією, яка не змінювалася зі зміною султана. Зазвичай вони були присутні в таборах на кордонах Каїра, а також у багатьох таборах у Шаркії, Александрії, Дам'єтті, Суеці, Файюмі, Асьюті та портах Червоного моря. Вони також мали табори в містах Хіджазу та містах Леванту, таких як Дамаск, Алеппо, Баальбек, Хомс та Діярбакир. Кожна тисяча з них перебувала під наглядом одного з емірів. Він повинен був знати їхні будинки та місце проживання, щоб зібрати їх на вимогу. Цей емір не мав над ними жодної влади, окрім як під час війни. Халька вважалася ударною силою армії. У складі був підрозділ арбаб аль-гераф — на кшталт інженерного корпусу. Найбільшого піднесення халька досягла за султана Халіля аль-Ашрафа, коли складалася з 24 тис. вояків. Занепала у XIV ст.. Особою частиною була Аль-Асакір аш-Шамія (Левантійська армія), що підпорядковувалася наїбу ас-салтана Сирії. Вона складалася з мамлюків, левантійців, бедуїнів, курдів та туркменів.
Аль-Гоза складалися лише з єгиптян, яких навчали у власних таборах. Після завершення навчання їх розподіляли по підрозділам в єгипетській армії, кожен з них отримував фіксовану зарплату від армійської канцелярії. Зарплата за часів султана Барсбея становила 20 динарів.
Аль-радіф складався з єгиптян та малюків, яких залучали лише на час війни, був щось на кшталт посполитого рушення.
Аль-аджнад аль-батаалин був корпусом технічних спеціалістів, що складався з інженерів, саперів, організаторів таборів, постачальників.
Аль-харафіш становили найманці, яких набирали з низчих соціальних станів, матеріально незабещпечених, яких злидні змушували найматися до війська. Були війська, що перший вступав у битву. Уславилися під час захоплень Антіохії та Акри, а також у битвах з монголами, зокрема при Мардж-аль-Саффар.
Вафідії складалися з вояків різного етнічного походження, які вступали на військову службу в обмін на притулок, полонених тощо. Складалися переважно з монголів, курдів, хорезмійців та інших тюрків. Основна частина вафідій була оселена в спустошених частинах Сирії та Палестини, тоді як лише їхнім лідерам було дозволено оселитися в Єгипті. Деякі з них навіть ставали султанами, напркилад Кітбуга, Кутуз.
Фірсан аль-арабан складалися з бедуїнів, переважно Сирії, що становили легку та маневренну кінноти війська. Бедуїни, що мешкали у Верхньому Єгипті опікувалися кордонами в африці та бралиу часть у військових кампаніях проти сусідньої Мукурри.
Аль-мутава складалася з мешканців султанату, перевагу віддавали єгиптян. Бідь час деякий кампаній чисельність перевищувала аджнад аль-хальку.

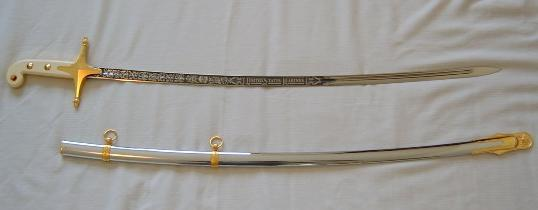
Меч мамлюків

Основною зболє були меч, декілька кинжалів, спис. Мамелюк захищався щитом, одягнений у кольчуг, шолом. Коні в елітних частинах також захищалися спеціальною кольчугою.

### Флот
Військовий флот мамлюків було успадковано від Аюбідів. В часи піднесення прибережні країни, такі як Кіпр, Родос, інші держави хрестоносців тощо перебували у стані постійного страху перед будь-яким нападом Єгипту. Емір Алаа аль-Дін бен аль-Емам за наказом Кансуха аль-Гурі здійснив якісні зміни в єгипетському флоті в епоху мамлюків. У порту Розетти стали будуватися власні судна. Тут було створено новий флот за найновішими зразками. Через загрозу португальців Єгипту султан Кансух аль-Гурі наказав побудувати єгипетський військово-морський арсенал, здатний протистояти португальцям в Аравійському і Червоному морі. Порти Суец і Джидда були важливими військово-морськими базами на Червоному морі. Цей новий флот здобув перемогу у битві при Чаулі. Але зрештою флот зазнав поразки в Аравійському морі, що призвело до вторгнення португальців до Червоного моря у 1517 році.

## Релігійне становище
За султанів Бахрі просування сунітського ісламу проводилося енергійніше, ніж за Айюбідів. Мамлюків мотивувала особиста побожність або політична доцільність, оскільки іслам був одночасно асиміляційним та об'єднуючим фактором між мамлюками та більшістю їхніх підданих; ранні мамлюки були виховані як мусульмани-суніти.
Суфізм був широко поширений в Єгипті, а Шаділія була найпопулярнішим орденом. Шаділія не мала інституційної структури та була гнучкою у своєму релігійному мисленні, що дозволяло їй легко адаптуватися до місцевого середовища. Вона поєднувала сунітське ісламське благочестя, засноване на Корані та хадисах, суфійський містицизм та елементи народної релігії, такі як святість, зіярат (відвідування) гробниць святих або релігійних осіб та зікр (закликання Бога). Іншими суфійськими орденами з великою кількістю прихильників були рифаї та бадавія. Хоча мамлюки захищали сунітських улемів через призначення на урядові посади, вони також захищали суфіїв, фінансуючи завії.
Невелички громади ісмаїлітів продовжували існувати в Єгипті та Сирії. Також у гірському Ливані діяли друзи, які набули там місцевої ваги. Значним був вплив шиїзму в Хіджазі, де шаріфати Мекки та Медіни повністю належали до цієї конфесії.
Важливими місцями паломництва були Мекка, Медіна, Єрусалим та Хеврон. За святинями Медіни і Мекки відповідали тамтешні шаріфи. За Єрусалим і Хеврон відповідав назир аль-харамайн (доглядач двох святинь), керував прийомом прочан, відповідав за їхнє постачання та безпеку.
Християни та юдеї у релігійному житті керувалися очільниками своїх громад, а у цивільному житті — султаном. Останні часто визначав податки, що сплачувалися християнами та жидами, включно з джизією, дозвіл на будівництво молитовних будинків та публічні виступи. Юдеї загалом мали краще становище, ніж християни, а останні зазнавали більше труднощів за мамлюків через підтримку сирійськими та кавказькими християнами монголів — ворогів Мамелюцького султанату. Також народ часто збурювали улеми. Так, 1301 року на деякий час було зачинено усі церкви, а 1321 року мусульмани знищили понад 60 коптських церков та монастирів по всьому Єгипту, зокрема найстаріших аз-Захра і Бу-Міна. Багато коптів були змушені прийняти іслам або принаймні прийняти зовнішні прояви мусульманської віри, щоб захистити себе, майно та уникнути джизії.
У Сирії мамлюки вигнали місцевих маронітських та православних християн з прибережних районів, щоб запобігти їхнім контактам з європейськими державами. Мамлюки особливо підозрювали маронітську церкву у співпраці з європейцями через тісні стосунки між маронітською церквою та папством та християнськими європейськими державами, зокрема Кіпрським королівством. Православна церква занепала після знищення мамлюками її духовного центру Антіохії та знищення Тимуром Алеппо та Дамаска у 1400 році. Вторгнення мамлюків з 1374 року до Кілікії завдали суттєвого удару вірменській церкві.

## Культура
Завдяки підтримки мамлюків мистецтва та наук XIII-XIV ст. стали періодом розквіту культури в Єгипті та Сирії. Каїр перетворився на найважливіший культурний центр; іншим подібним центром залишався Дамаск. Мамелюки сприяли розвитку філософії, мистецтва, гуманітарних та природничих наук, а також створенню витонченої культури. Величезний розквіт науки, літератури та мистецтва припадає насамперед на період панування першої династії мамлюків – Бахрітів.

### Наука
Значного розвитку набула історія. Над своїми працями із загально їісторії працювали Абу'ль-Фіда, аз-Захабі, Ібн Касір. Авторами з історії мамлюків та історичних енциклопедій Єгипту були Абу-Шам аль-Макдісі («Кітаб ар-раудатайн фі ахбар ад-дуалатайн» — «Книга двох садів про звістки двох династій»), Мухія ад-Дін ібн Абд аз-Захір («Квітучий сад життя Чудового Володаря»), Шамс ад-Дін ад-Дімашки («Нухбат ад-дахр фі-аджаїб аль-бар ва-ль-бахр» — «Відрізки часів про дива суходолу і моря»), Шихаб ад-Дін ан-Нувайрі (31-томний твір «Ніхаят аль-араб фі фунун аль-адаб» — «Межа бажань щодо галузей освіченості»), аль-Калкашанді (14-томна енциклопедія «Субх аль-агша фі сина аль-інша» — «Прозріння незрячого в мистецтві письма») Ібн аль-Фурат, аль-Макризі, Бадр ад-Дін аль-Айні, Ібн Тагріберді. З 1381 року в султанаті також діяв відомий історик Ібн Хальдун.

### Архітектура
Архітектура була найважливішою формою покровительства мамлюків. Мамлюкські султани були замовниками архітектурних проєктів, зробили величезний внесок у розвиток Каїра. Період мамлюків, особливо у XIV ст., став піком могутності та процвітання Каїра. Їхня архітектура також зустрічається у Дамаску, Єрусалимі, Алеппо, Триполі та Медіні.
Споруджувалися зазвичай багатофункціональні комплекси, які могли поєднувати різні елементи, такі як мавзолей, медресе, ханака, мечеть, сабіль (фонтан) або інші благодійні функції, що зустрічаються в ісламській архітектурі. Ці комплекси будувалися зі все більш складними планами поверхів, що відображало необхідність враховувати обмежений міський простір, а також бажання візуально домінувати в міському середовищі. Їхній архітектурний стиль також відрізнявся дедалі складнішим оздобленням, яке починалося з уже існуючих традицій, таких як ліпнина та скляна мозаїка, але зрештою перейшло до різьблених кам'яних та мармурових мозаїчних панелей. Серед найвидатніших досягнень мамлюкської архітектури були їхні вишукані мінарети та різьблені кам'яні куполи пізнього мамлюкського періоду.
Початок мамлюкського періоду ознаменувався створенням перших багатоцільових поховальних комплексів у Каїрі. До кінця періоду Бахрі вхідні портали перетворилися на характерні високі, заглиблені портали з навісами мукарна, які залишалися поширеними до кінця Мамелюцького султанату. Архітектори також експериментували з розміщенням різних елементів будівельного комплексу (таких як баняподібна камера мавзолею або мінарет), щоб посилити візуальний вплив своїх пам'ятників у міському середовищі.

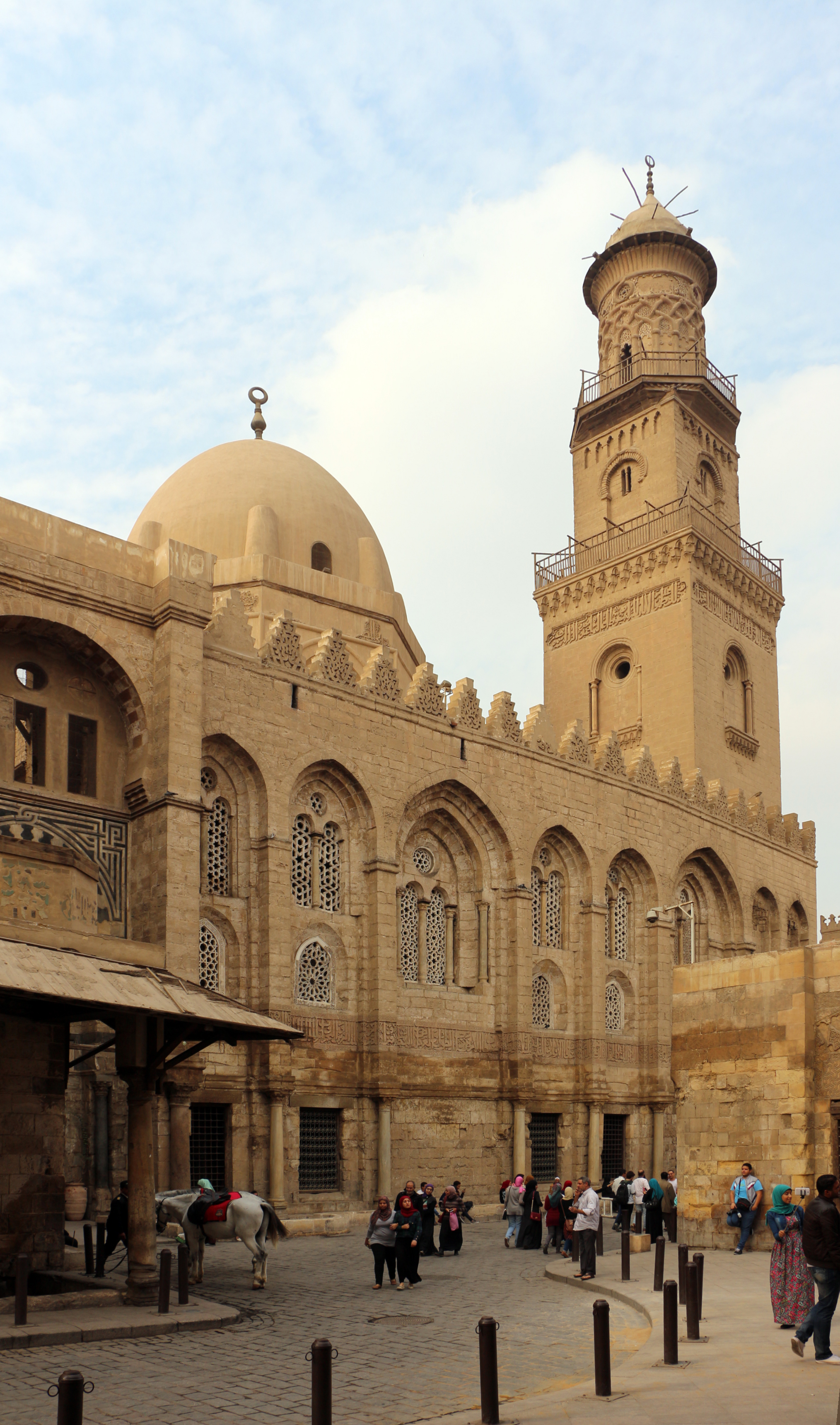
Медресе, частина комплексу султана Калауна

Хрестоподібний або чотириайванний план поверху був прийнятий для медресе та став більш поширеним для нових монументальних комплексів, ніж традиційна гіпостильна мечеть. Одним з найважливіших архітектурних досягнень бахрітського періоду є комплекс султана Калауна на залишках колишнього палацу Фатімідів у Байн-аль-Касрайн. Величезний комплекс включав його монументальний мавзолей, медресе та велику лікарню (бімаристан). Лікарня, один з найважливіших медичних центрів ісламського світу цієї епохи, продовжувала функціонувати до кінця османського періоду. Султан Мухаммед I був одним із найплідніших покровителів архітектури в історії мамлюків.

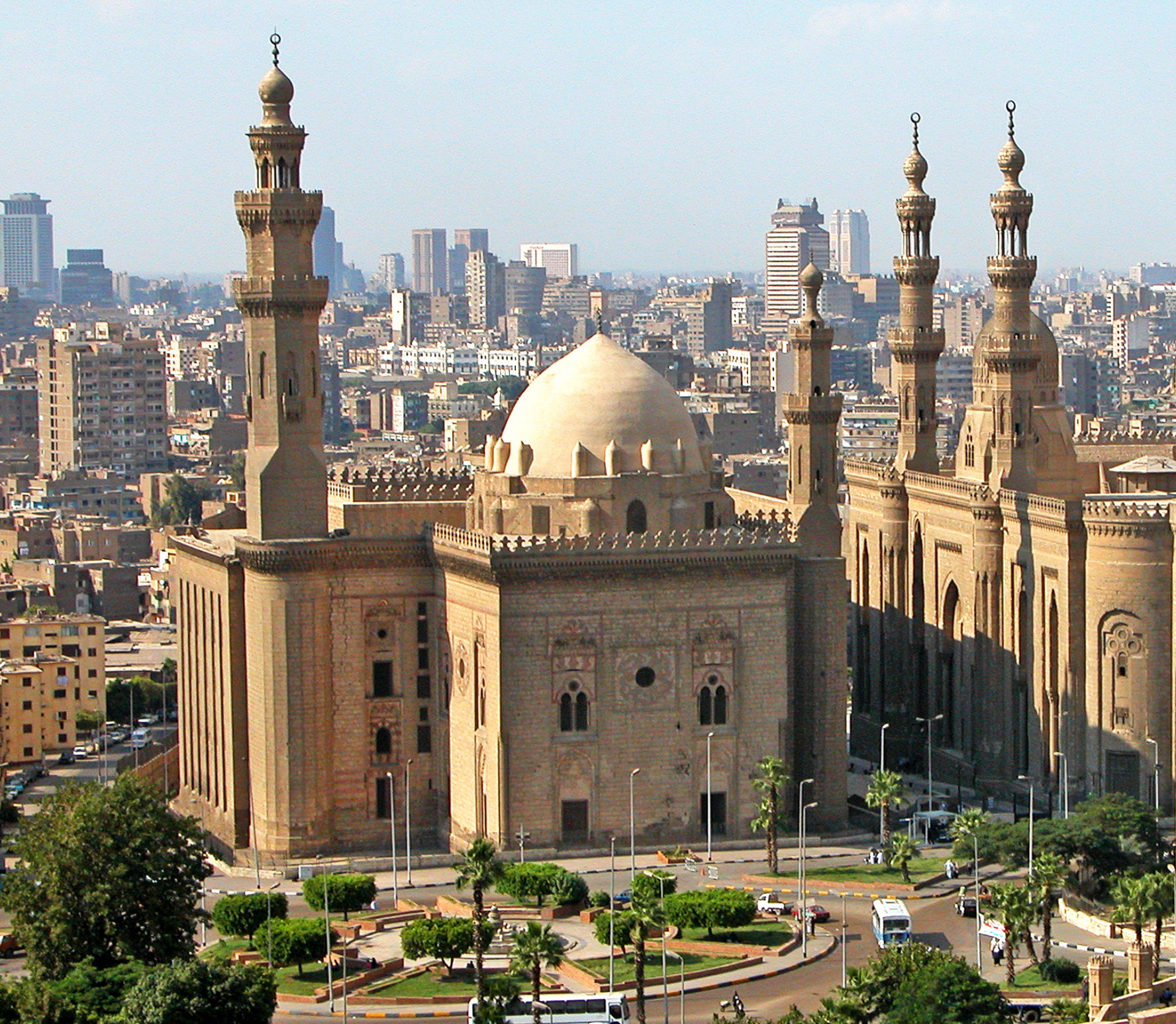
Мечеть-медресе султана Аль-Хасана ан-Насіра

Мінарети, які також були вишуканими, зазвичай складалися з трьох ярусів, розділених балконами, причому кожен ярус мав інший дизайн, ніж інші. Найбільшою та найамбітнішою спорудою є медресе-мечеть султана Хасана. Ремісників залучали з багатьох регіонів держави для роботи над цим надзвичайно витратним проєктом, що може пояснити очевидний вплив ільханської та сельджуцької архітектури на деякі елементи будівлі. Комплекс залишився частково незавершеним після смерті засновника Аль-Хасана ан-Насіра в 1361 році.

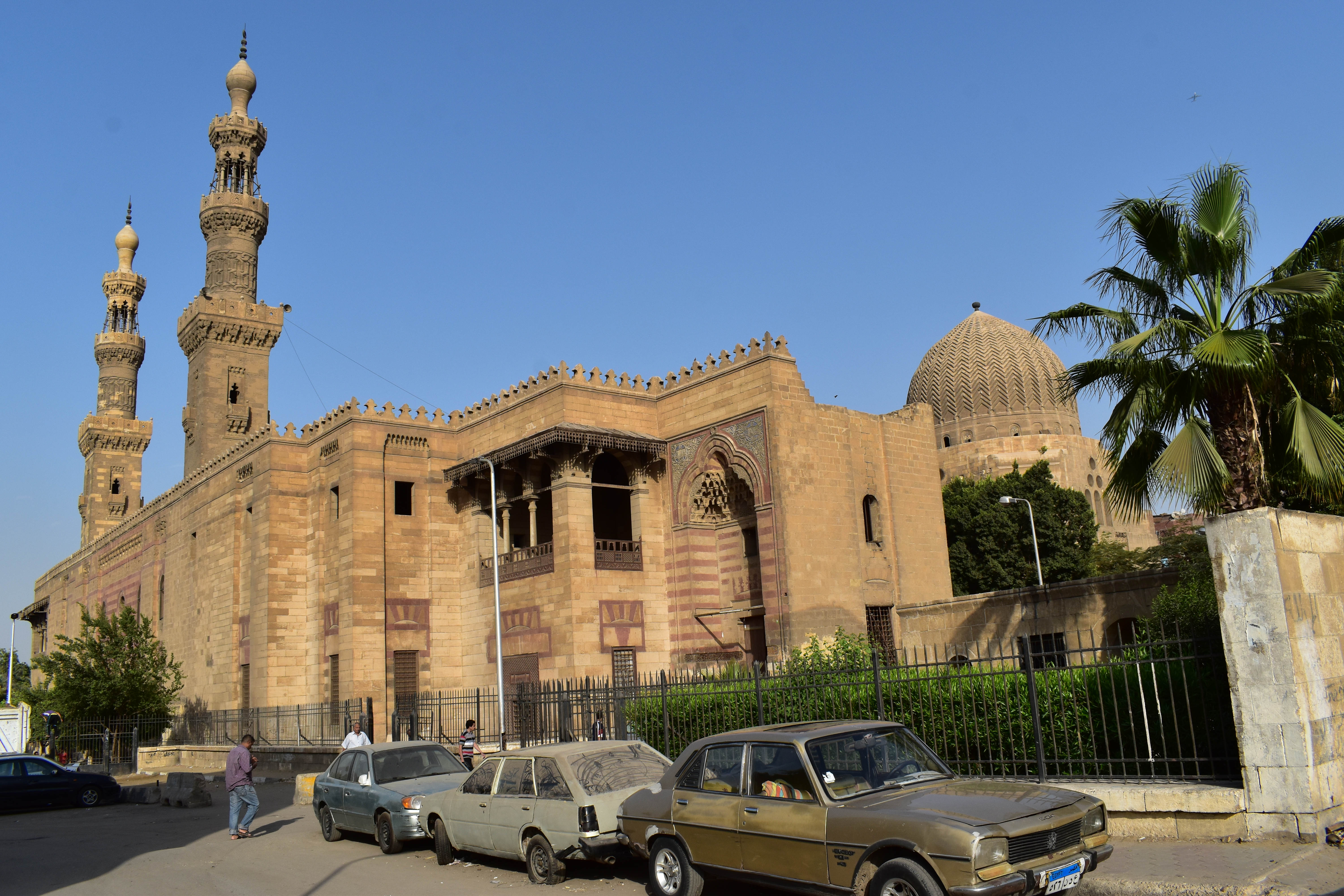
Ханака султана Фараджа

Архітектура раннього бурджитського періоду продовжувала стиль пізнього бахрітського періоду. Султан Баркук фундував великий поховальний комплекс у Байн-аль-Касрайн, який багато в чому нагадував мечеть-медресе султана Хасана, хоча й був набагато меншим. Ханака султана Фараджа є одним із найдосконаліших пам'ятників цього періоду. Він започаткував розвиток Північного кладовища Каїра як мамлюцького некрополя. Наприкінці XIV та на початку XV століть кам'яні мінарети ставали дедалі вишуканішими, а кам'яні бані (замість дерев'яних чи цегляних) набули широкого поширення. Бані також почали різьбити простими декоративними мотивами. «Сабіл-куттаб» (поєднання сабіля на першому поверсі та початкової школи на верхньому) почав з'являтися як поширений елемент релігійних комплексів. Склепінчасті айвани раннього періоду були замінені айванами з пласким дахом. Мінарети найчастіше мали восьмикутний вал для першого ярусу, круглий вал на другому та ліхтарну конструкцію з фініалом на третьому рівні. Оздоблення з часом стало більш вишуканим, а різьблення по каменю, кольорові мармурові панелі та мозаїка (включаючи аблак) замінили штукатурку як найдомінантнішу архітектурну прикрасу.

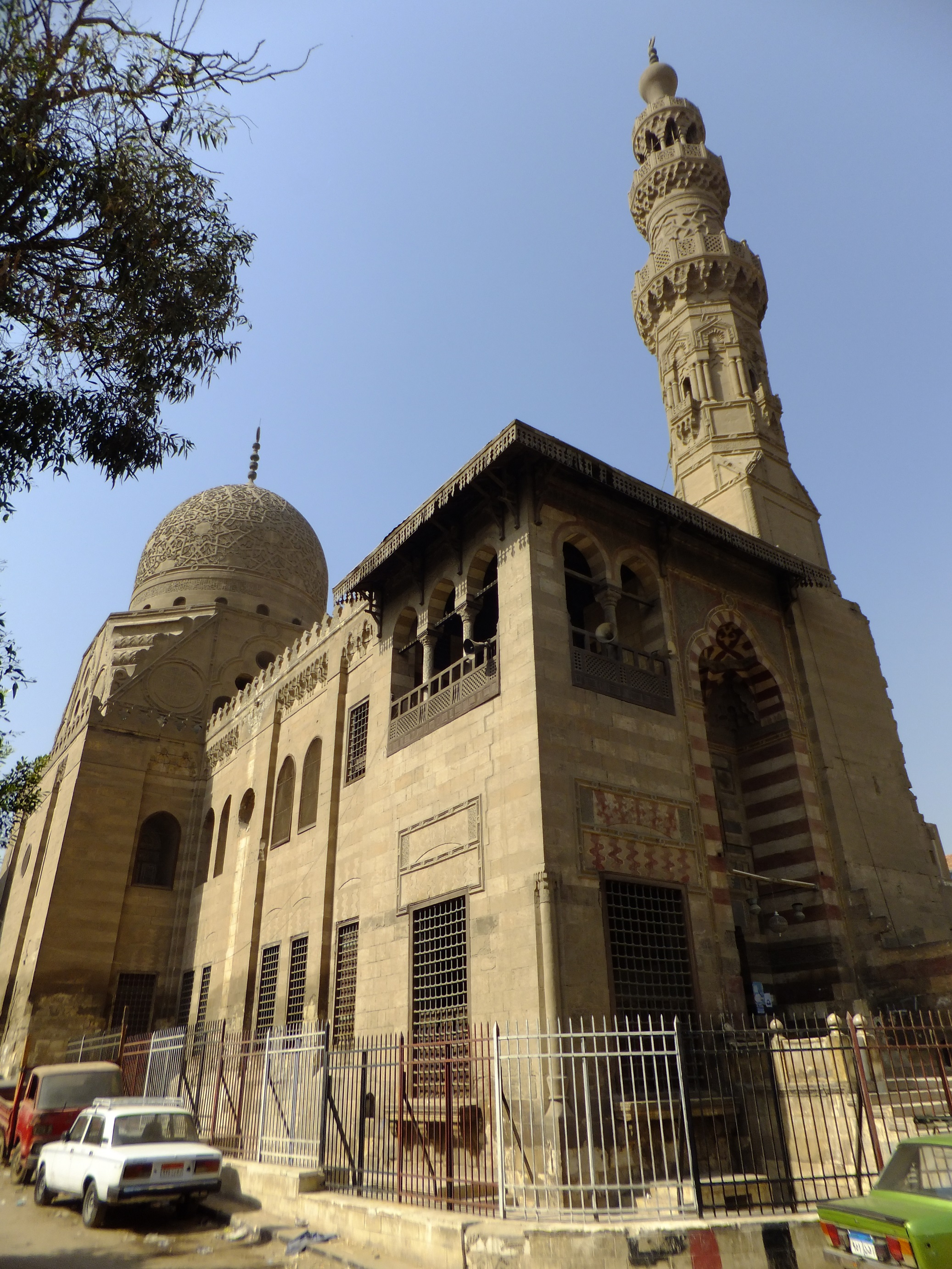
Поховальний комплекс султана Кайтбея

У пізньому бурджитському періоді нові комплекси переважно були більш стриманими за розмірами та отримували дедалі складніші та нестандартніші плани, оскільки архітекторам доводилося мати справу з обмеженим простором, доступним для будівництва в переповнених містах. Кайтбей був одним із найплідніших покровителів мистецтва та архітектури мамлюцької епохи. Його правління також стало піком художньої якості в декоративно-прикладному мистецтві, такому як кам'яне різьблене оздоблення бань. Він збудував або відновив численні пам'ятники в Каїрі, Мецці, Медіні, Єрусалимі, Дамаску, Алеппо, Александрії, Газі. Поховальний комплекс цього султана став одним із значнішим цього часу. У цей останній період також відбулося відновлення експериментів з формою мінаретів, іноді повертаючись до прототипів, що використовувалися в попередніх пам'ятках.

### Мистецтво
Декоративне мистецтво мамлюків, особливо емальоване та позолочене скло, інкрустовані металеві вироби, цінувалися як у Середземномор'ї, так і в Європі. Численні художні речі замовлялися для оздоблення релігійних будівель мамлюків, такі як скляні лампи, рукописи Корану, латунні свічники та дерев'яні мінбари. Декоративні мотиви в одному виді мистецтва часто застосовувалися в інших видах мистецтва.

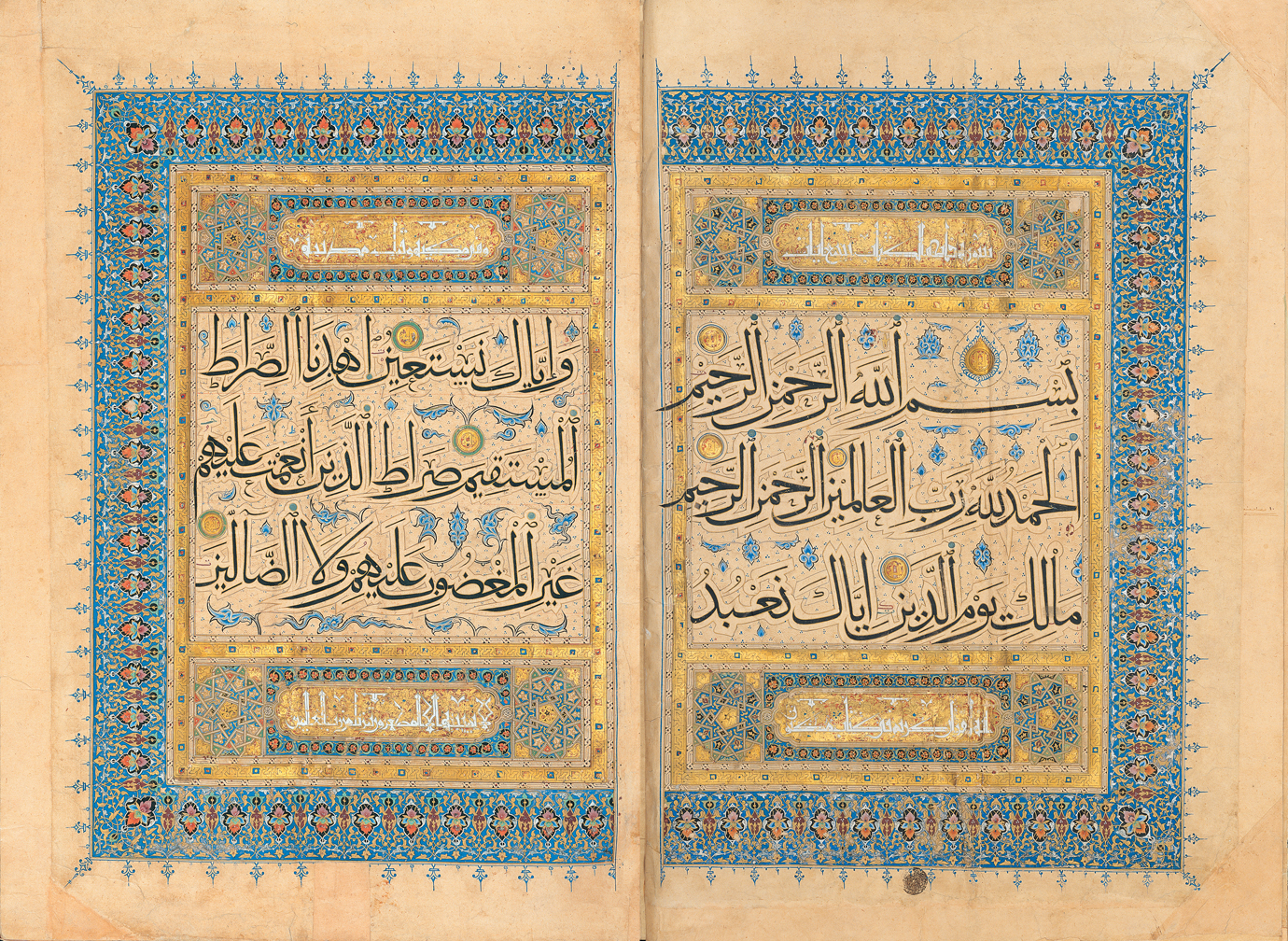
Коран султана Шабана II

У мистецтві оздоблення рукописів Коран був книгою, що найчастіше виготовлялася з високим ступенем художньої проробленості. Каїр, Дамаск та Алеппо були серед основних центрів виробництва рукописів. Корани періоду мамлюків були багато ілюміновані та демонструють стилістичну схожість з тими, що виготовлялися за часів Хулагуїдів. Виробництво високоякісного паперу в цей час також дозволяло збільшувати розмір сторінок, що спонукало художників розробляти нові мотиви та дизайни для заповнення цих більших форматів. Деякі рукописи могли бути монументальними за розміром; наприклад, один рукопис Корану, виготовлений для аль-Ашраф Шаабан, мав висоту від 75 до 105 см. Однією зі стилістичних особливостей, що відрізняли оздоблення рукописів мамлюків, була наявність позолоченого листяного орнаменту на пастельному фоні, розміщеному в межах широких полів. Фронтиспіси часто прикрашалися зіркоподібними або шестикутними геометричними мотивами.
Султан Кансух аль-Гаурі фундував першу державну майстерню з ілюстрації рукописів.

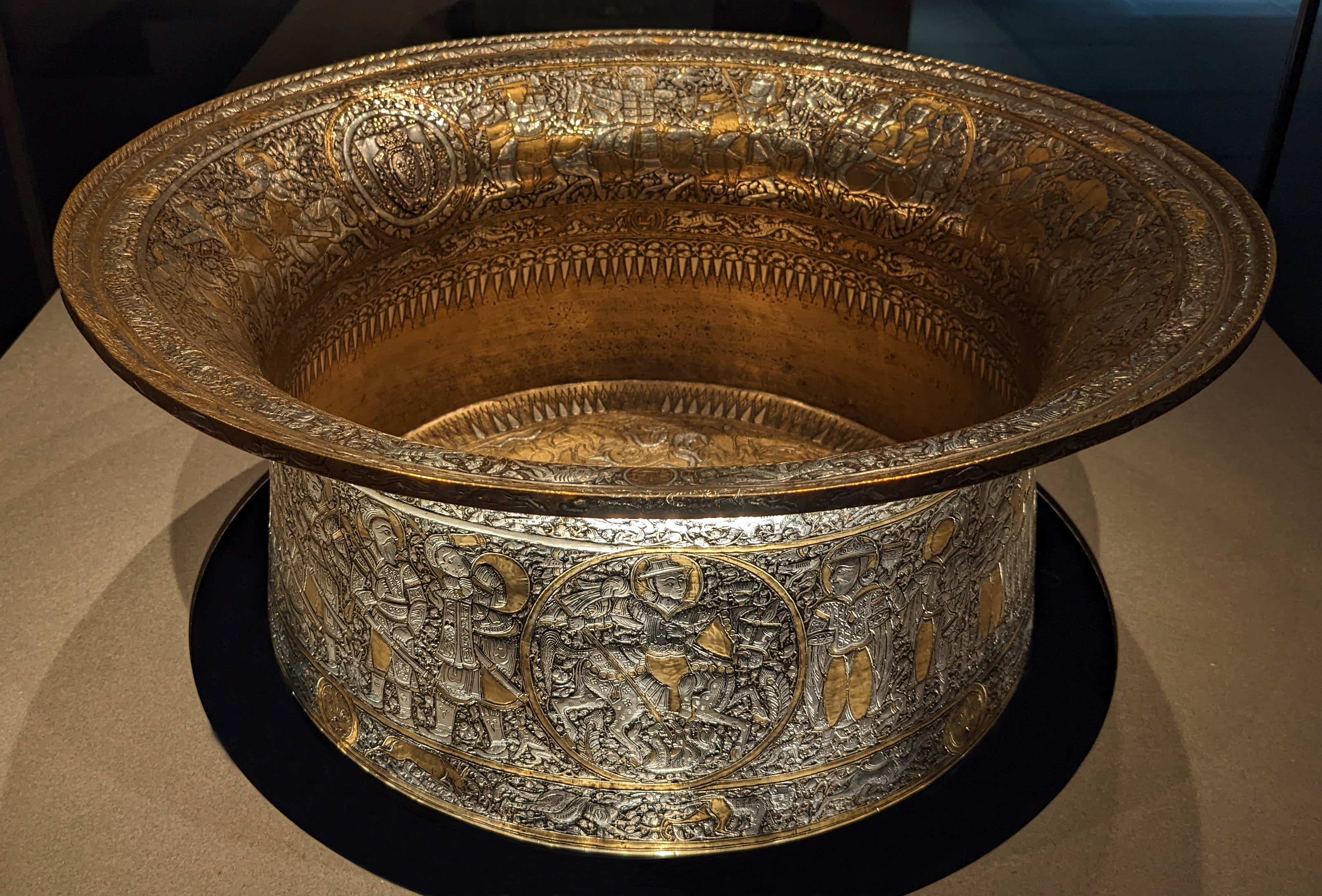
Баптистерій Св.Людовика

Металеві вироби виготовлялися з інкрустованим оздобленням, хоча в пізніші періоди оздоблення часто було гравірованим, а не інкрустованим. Одним з найкращих прикладів цього періоду є так званий Баптистер Святого Людовика, великий латунний басейн, інкрустований арабесками та горизонтальними сценами тварин, мисливців та вершників, які грають у поло. Прикладом пізнішого періоду є серія свічників, замовлених Кайтбаєм для гробниці Мухаммеда в мечеті Пророка в Медині. Вони виготовлені з гравірованої латуні, з чорним бітумом, заповненим частинами поверхонь, щоб створити контраст з мотивами з полірованої латуні. Їхнє оздоблення майже повністю складається з арабської каліграфії, з помітним використанням письма сулюс.
Скляні лампи були ще однією зоряною точкою мистецтва мамлюків, особливо ті, що замовлені для мечетей. У період мамлюків емаль та позолота стали найважливішими техніками декорування скла. Лампи мечетів мали цибулиноподібний корпус із широкою розширеною шийкою зверху. Їх виготовляли тисячами та підвішували до стелі на ланцюгах.